# Ševrljuge
Ševrljuge (en serbe cyrillique : Шеврљуге) est un village de Serbie situé dans la municipalité de Kosjerić, district de Zlatibor. Au recensement de 2011, il comptait 280 habitants.

## Démographie
| 1948 | 1953 | 1961 | 1971 | 1981 | 1991 | 2002 | 2011 |
| ---- | ---- | ---- | ---- | ---- | ---- | ---- | ---- |
| 300  | 313  | 268  | 244  | 276  | 330  | 334  | 280  |

|  |